# Julian Ovenden
Julian Mark Ovenden (Sheffield, 29 de noviembre de 1975) es un actor y cantante británico. Ha protagonizado obras de teatro en Broadway y West End, series y películas en Reino Unido y Estados Unidos y ha actuado internacionalmente como cantante.

## Primeros años y educación
Ovenden nació el 29 de noviembre de 1975 en Sheffield, Yorkshire, Inglaterra. Es uno de los tres hijos del Reverendo Canon John Ovenden. De niño solía cantar en el coro de Catedral de San Pablo de Londres. Luego ganó una beca para el Eton College. Asistió al New College, Oxford con una beca coral.
Mientras que ha recibido entrenamiento como cantante de ópera, ha utilizado su entrenamiento musical en teatro. Continuó sus estudios en el Webber Douglas Academy of Dramatic Art.

## Carrera
Su trabajo teatral incluye Merrily We Roll Along (Franklin) (2000) y Grand Hotel (The Baron) (2004); Annie Get Your Gun (Butler) (2009); Marguerite (Armand) (2008); El rey Lear (Herald) (1999); Butley (Joseph Keyston) (2006); Death Takes a Holiday (Death) (2011); Una mujer sin importancia (Gerald) (2003); Finding Neverland (J. M. Barrie) (2011) for The Weinstein Company; Sunday in the Park with George (Seurat) (2013); Show Boat (Gaylord) (2015) y My Night with Reg (John) (2014).
Ovenden también ha cantando en teatro, especialmente piezas de Stephen Sondheim y de Rodgers and Hammerstein. En 2015 hizo del Capitán Georg von Trapp in The Sound of Music Live, la adaptación de ITV del musical del mismo nombre.
Ovenden apareció por primera vez en la televisión británica en un papel recurrente en cinco temporadas de Foyle's War (Andrew Foyle) junto a Michael Kitchen. También protagonizó dos temporadas de Downton Abbey (Temporadas 4 y 5) (Charles Blake). Otras obras notables son The Forsyte Saga (Val Dartie), Any Human Heart (William Boyd), The Royal (Dr David Cheriton). En la televisión estadounidense: Person of Interest (Temporadas 3,4 y 5, CBS) (Jeremy Lambert). Ha aparecido en temporadas de Cashmere Mafia (Eric Burden), Related (Jason Greenstein) y SMASH (John F. Kennedy). Volvió a interpretar a Robert F. Kennedy en The Crown e interpretando a Guillermo de Nogaret en Knightfall.
Entre sus obras recientes está Colonia (Roman) junto a Emma Watson y Daniel Bruhl, The Confessions (Matthew Price) junto a Daniel Auteuil, Toni Servillo y Connie Nielsen y Allies (Capitán Gabriel Jackson).
Como cantante solista Julian ha actuado en orquestas de todo el mundo incluyendo la New York Philharmonic, la New York Pops, Northern Sinfonia, la Liverpool Philharmonic, la Royal Philharmonic Orchestra, la London Philharmonic Orchestra, la John Wilson Orchestra, la Royal Concertgebouw Orchestra y la BBC Concert Orchestra. También apareció en The Proms en el Royal Albert Hall, donde es un artista frecuente. Julian hizo su debut en Carnegie Hall en 2014 e hizo otro concierto en 2015.
Julian grabó dos álbumes de estudio con Decca Records en 2013 titulados If You Stay y Rodgers and Hammerstein junto al conductor John Wilson para Warner Classics y un álbum de Navidad de Downton Abbey para Warner Music que se llevó doble platino. A finales de 2015, firmó un contrato discográfico con East West Records y su álbum fue lanzado en febrero de 2016.

## Vida personal
Ovenden vive con su mujer, la cantante de ópera Kate Royal, su hijo Johnny Beau, su hija Audrey, y su perro Roman. Julian y Kate se casaron el 20 de diciembre de 2010, la ceremonia fue conducida por el padre de Ovenden quien también bautizó a su hijo en la misma ceremonia.